# Mateus Alberto Contreiras Gonçalves
Mateus Alberto Contreiras Gonçalves (Luanda, 7 de març de 1983), més conegut com a Manucho, és un futbolista professional angolès amb nacionalitat portuguesa que juga com a davanter al Rayo Vallecano de la Lliga BBVA.

## Trajectòria
Manucho començà la seva carrera professional en clubs del seu país, com el Sport Luanda e Benfica o l'Atlético Petróleos Luanda, amb els quals desenvolupà les seves qualitats durant sis temporades.
Després de la Copa d'Àfrica de Nacions 2008 en la qual va tenir una destacada actuació, a principis de 2008 provà al Manchester United FC anglès, tot convencent Alex Ferguson per quedar-se a l'equip. Això no obstant, el Manchester United FC cedí el jugador al Panathinaikos FC grec.
L'estiu de 2008 ingressà definitivament a les files del Manchester United FC tot i que per tal que tingués oportunitats de jugar fou posteriorment cedit al Hull City AFC.
L'estiu de 2009 va fitxar pel Reial Valladolid de la Primera Divisió espanyola, on no va mostrar un gran rendiment i fou cedit al Bucaspor i després al Manisaspor, tots dos de la lliga turca.